# Fonteno
Fonteno ist eine italienische Gemeinde (comune) mit 565 Einwohnern (Stand 31. Dezember 2023) in der Provinz Bergamo, Lombardei.

## Geographie
Fonteno liegt 30 km nordöstlich der Provinzhauptstadt Bergamo und 70 km nordöstlich der Metropole Mailand.
Die Nachbargemeinden sind Adrara San Rocco, Endine Gaiano, Monasterolo del Castello, Parzanica, Riva di Solto, Solto Collina und Vigolo.

## Geschichte
2006 wurde das Höhlensystem Bueno Fonteno entdeckt.

## Sehenswürdigkeiten
- Die Pfarrkirche Santi Faustino e Giovita aus dem Jahre 1542, die im gotischen Stile gehalten ist. Der Kirchturm wurde 1827 durch einen neuen Turm ersetzt, der 1930 erhöht wurde, um ihn mit dem Hauptgebäude in Einklang zu bringen.

- Die Kirche von San Rocco.

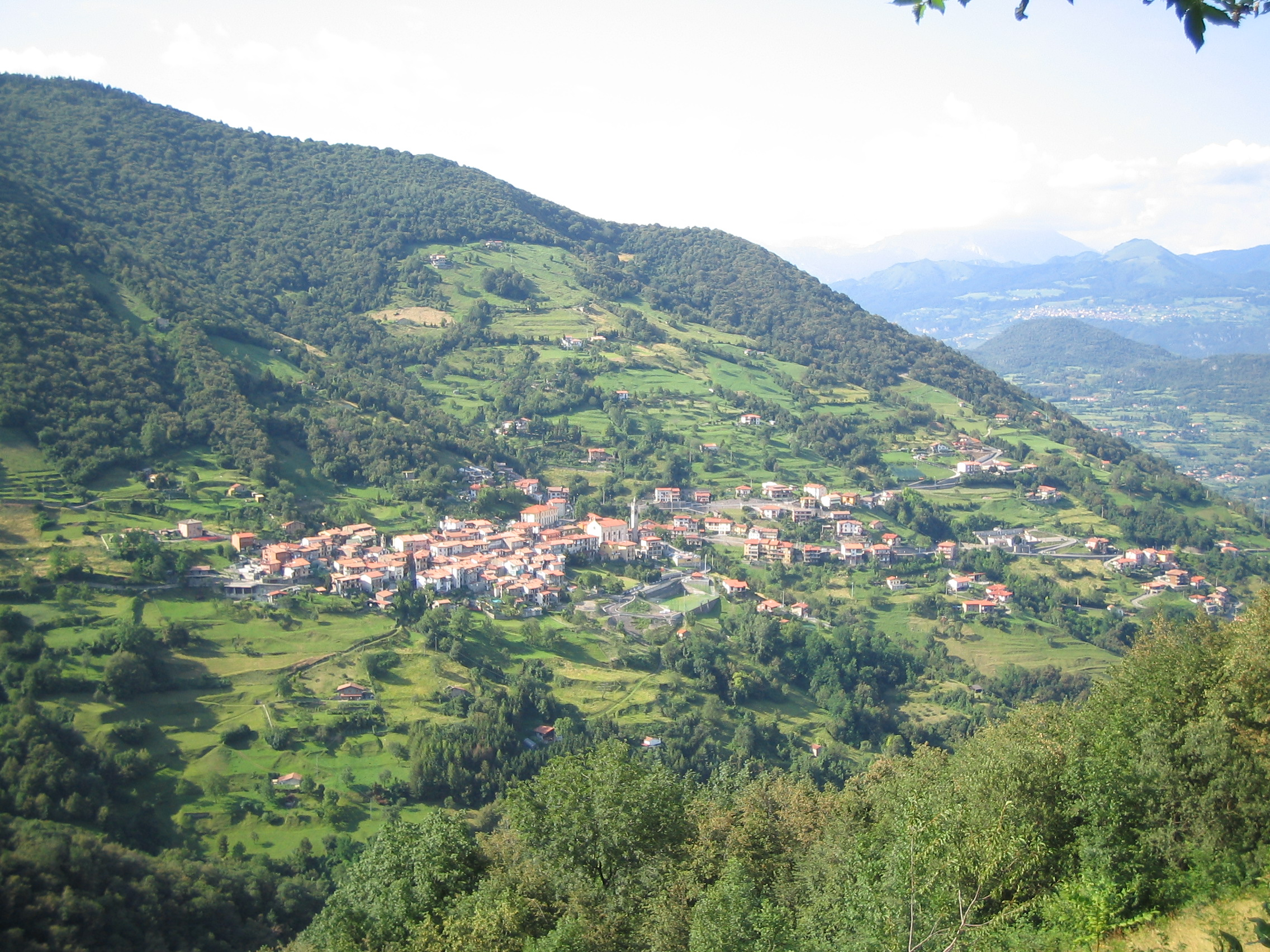
Fonteno
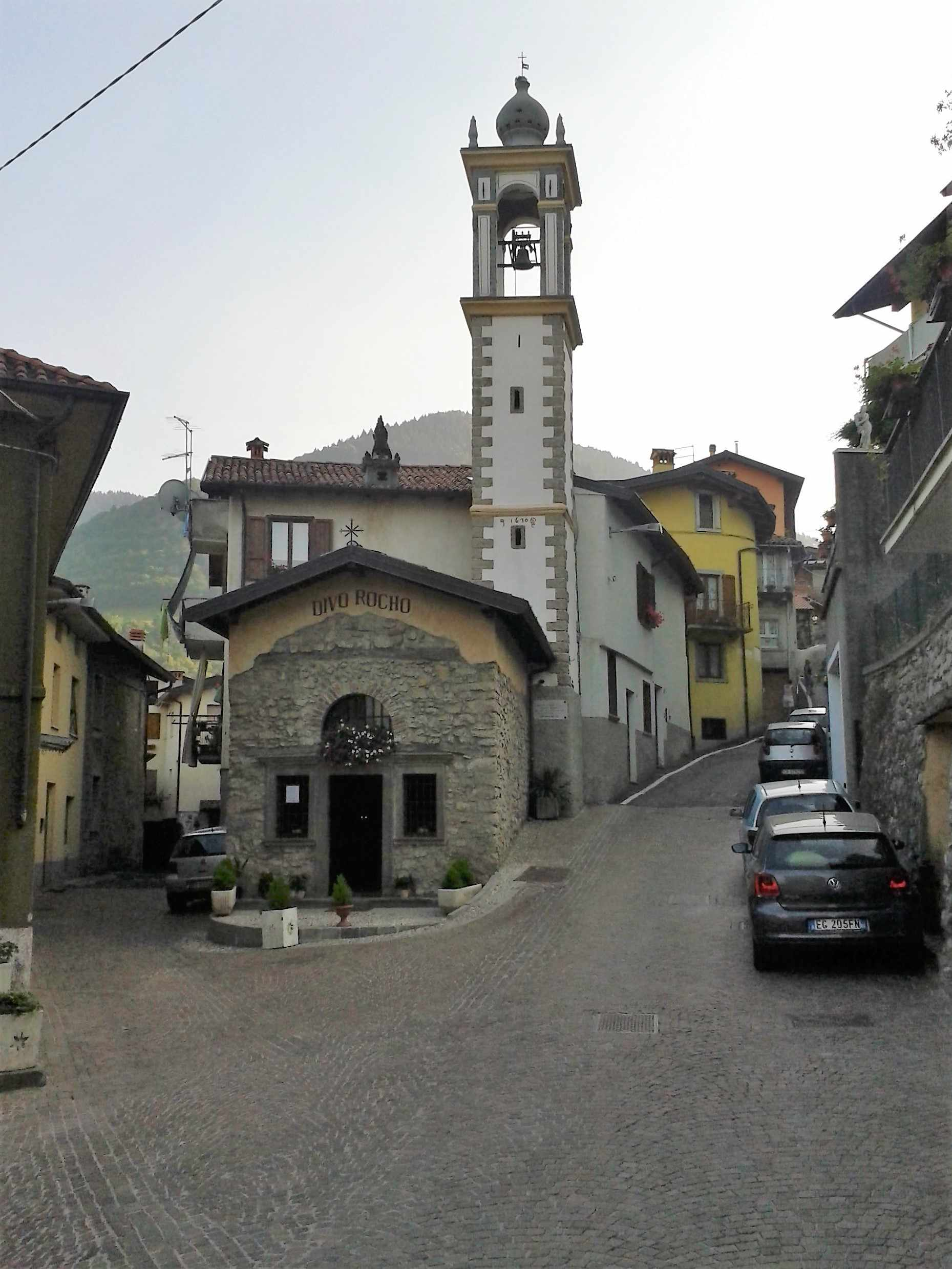
San Rocco
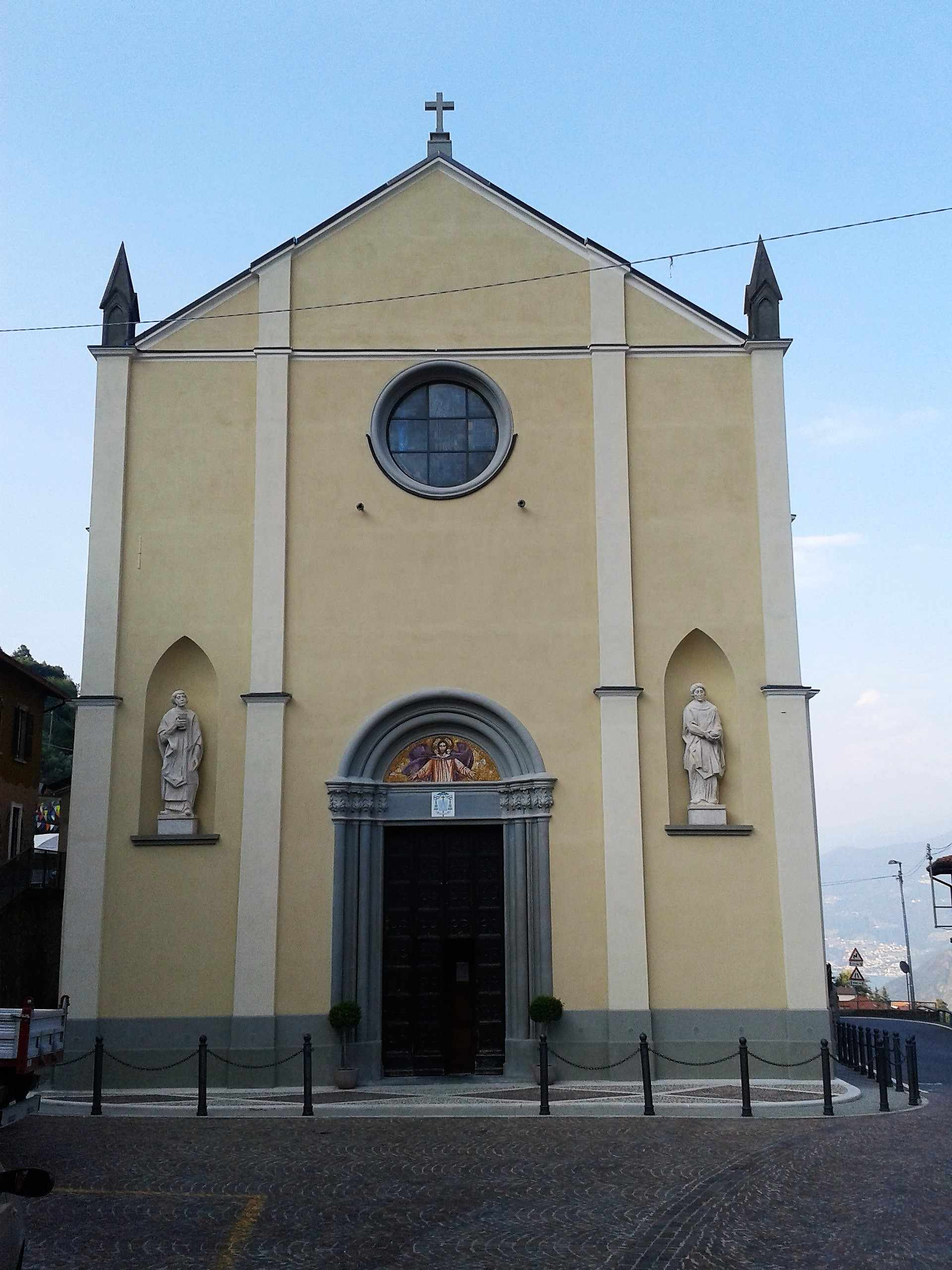
Pfarrkirche